# Ливингстон (Илиноис)
Ливингстон (енгл. Livingston) град је у америчкој савезној држави Илиноис.

## Демографија
По попису из 2010. године број становника је 858, што је 33 (4,0%) становника више него 2000. године.
| Група             | 2000.       | 2010.       |
| Белци             | 814 (98,7%) | 839 (97,8%) |
| Афроамериканци    | 0 (0,0%)    | 4 (0,5%)    |
| Азијати           | 2 (0,2%)    | 3 (0,3%)    |
| Хиспаноамериканци | 2 (0,2%)    | 5 (0,6%)    |
| Укупно            | 825         | 858         |